# 克因勒
克因勒（Kuinre）是荷蘭上愛塞省的一個村莊。在1973年以前是獨立的市镇，其後被併入艾瑟尔哈姆（IJsselham），2001則被併入斯滕韋克蘭管轄。
克因勒作為海濱村莊有悠久的歷史。在須德海時代，克因勒的港口是須德海上最重要的港口之一。然而，當東北圩田竣工之後，克因勒與海隔絕，商家、工廠以及漁夫們也因此無法在此生存。

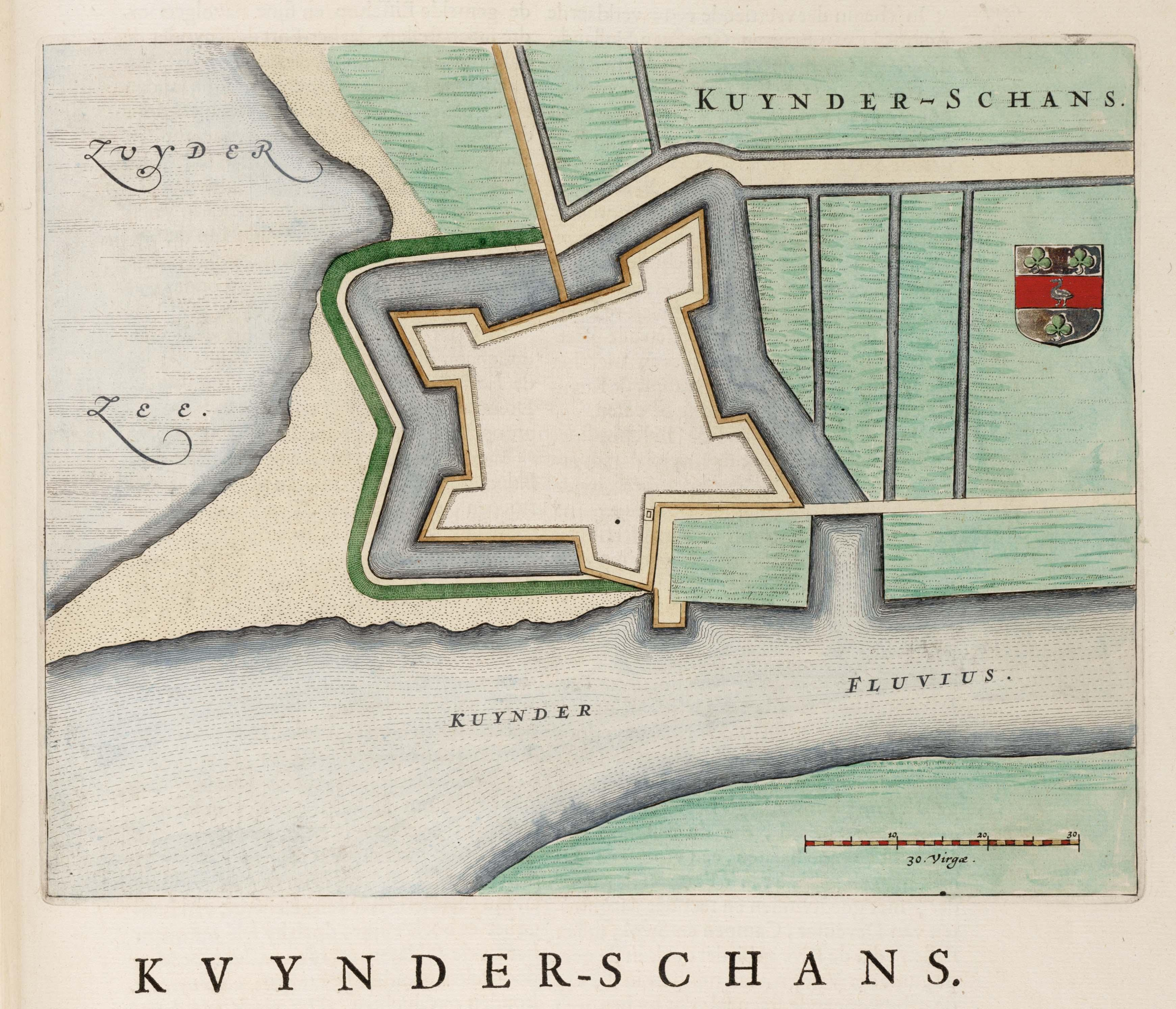
Kynde港(1649)
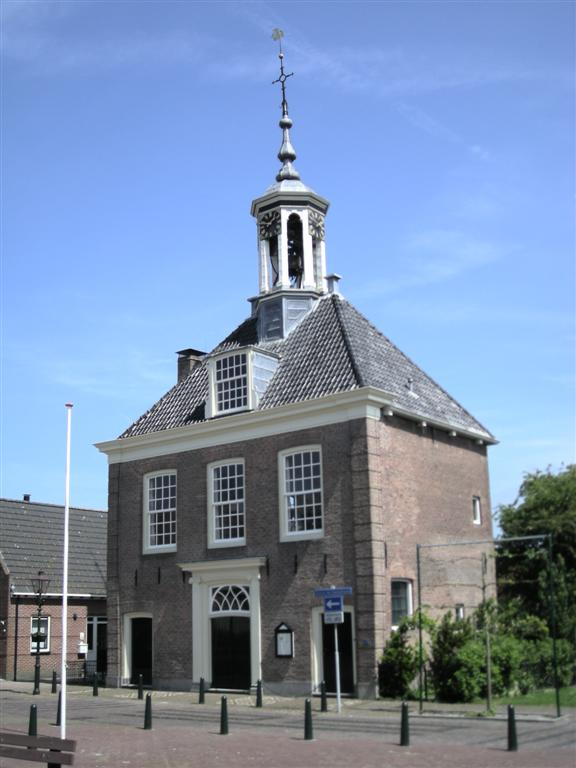
秤量房（Waag）

## 外部連結
52°47′N 5°50′E / 52.783°N 5.833°E